# Sikukia stejnegeri
Sikukia stejnegeri är en fiskart som beskrevs av Smith, 1931. Sikukia stejnegeri ingår i släktet Sikukia och familjen karpfiskar. IUCN kategoriserar arten globalt som livskraftig. Inga underarter finns listade i Catalogue of Life.